# Miku Matsubayashi
Miku Matsubayashi (松林 美久?, Matsubayashi Miku; Osaka, 27 maggio 1984) è una calciatrice giapponese, di ruolo portiere.
In carriera ha conquistato numerosi trofei nel campionato giapponese prima di trasferirsi in Italia con il Firenze, vanta inoltre presenze nella nazionale giapponese Under-19 e convocazioni nella nazionale maggiore.

## Carriera

### Club
Miku Matsubayashi si appassiona al calcio fin dalla giovane età, iniziando a giocare nell'NTV Menina, sezione giovanile dell'NTV Beleza, per passare alla squadra titolare nel 2003. Con la società gioca in Nadeshiko League Division 1, il primo livello del campionato giapponese femminile di calcio, prima come riserva e poi, dal 2009, come titolare, conquistando tre titoli nazionali nel 2007, 2008 e 2010.
Dopo dieci stagioni in Giappone, Matsubayashi annuncia la sua decisione di voler integrare la propria esperienza sportiva all'estero trasferendosi in Italia per giocare in Serie A, massimo livello del campionato italiano, sottoscrivendo un contratto con il Firenze. Rimane con la società per due stagioni, la prima dove con la squadra raggiunge l'ottavo posto in campionato e i quarti di finale di Coppa Italia, la seconda condividendo con le compagne il quarto posto in campionato venendo eliminate agli ottavi di finale in Coppa Italia.
A Novembre del 2014 a Scandicci le è stato assegnato il riconoscimento "Notte del Pallone rosa - Premio Maria Nisticò" 4ª Edizione.

### Nazionale
Matsubayashi viene selezionata dalla federazione calcistica del Giappone nella nazionale Under-19 per rappresentare il suo paese a Canada 2002, prima edizione assoluta di un campionato mondiale femminile di calcio giovanile, a quel tempo ancora riservato a formazioni dall'età massima di 19 anni. Inserita in rosa come terzo portiere dal tecnico Shinobu Ikeda, non viene mai impiegata nelle quattro partite giocate dalla sua squadra prima dell'eliminazione dal torneo ai quarti di finale ad opera della Germania.

## Palmarès

### Club
- Campionato giapponese: 3

NTV Beleza: 2007, 2008, 2010
- Coppa dell'Imperatrice: 2

NTV Beleza: 2008, 2009
- L. League Cup: 3

NTV Beleza: 2007, 2010, 2012
- Nadeshiko League Cup: 5

NTV Beleza: 2007, 2010, 2012
- Nadeshiko Super Cup: 2

NTV Beleza: 2005, 2007
- Campionato femminile di Lega giapponese e sudcoreana: 1

NTV Beleza: 2011